# 도쿄 타워 (2007년 드라마)
《도쿄 타워 ~나와 엄마, 때때로, 아빠~(東京タワー 〜オカンとボクと、時々、オトン〜)》는 일본 후지 TV에서 2007년 1월 8일 ~ 2007년 3월 19일 매주 월요일 오후 9시부터 9시 54분까지 방영한 드라마로 총 11화로 구성되었다.

## 개요
- 첫회시청률은 역대 게츠쿠 드라마 가운데 최저 시청률 2위로 14.2% (1989년 방송된 게츠쿠 드라마 《동·급·생》이후, 19년 만에 처음으로 15% 붕괴.)를 기록하였다. 저조한 출발을 보였지만, 최종회는 자체 최고 시청률인 18.1%를 기록했다.
- 원작자 릴리 프랭키의 모교, 무사시노 미술대학을 실제로 등장시켜, 촬영도 그곳에서 이뤄졌다. 단, 드라마상에서 ‘나’는 〈시각 디자인 학과〉전공·졸업하였지만, 원작자 릴리는 〈공간 연출 디자인 학과〉를 졸업하였다.

## 등장 인물
나카가와 마사야 (나, 18세~ ) [中川雅也]
- 배우 : 하야미 모코미치·유년시절 : 히로타 료헤이

외로움을 많이 타며 근성 없는 응석받이. 어렸을 때 아빠와 따로 살기 시작한 이후 어머니와 단 둘이서 전전긍긍하며 살아왔다. 고교 졸업 후 치쿠호에서 대학 진학 때문에 상경해, 미대를 졸업하지만, 인생의 목표나 장래 꿈도 특별히 없다. 무직, 가난, 빚, 이사 등등 매번 엄마에게 짐만 지운다. 이런 엄마에게 감사의 마음을 제대로 잘 전하지도 못하는 부끄럼쟁이. 연애에 있어서도 솔직하게 자기의 마음을 전하지 못해 여자친구와는 항상 싸움만 거듭한다. 이런 내가 마음의 기둥처럼 버팀목이 되어줬던 엄마를 잃을지 모르게 되었을 때 나 자신의 인생에 대한 마음, 일에 대한 마음, 도쿄에 대한 마음, 그리고 가족에 대한 마음이 서서히 변하기 시작한다.
나카가와 에이코 (엄마-오칸, 40세~ ) [中川栄子]
- 배우 : 바이쇼 미츠코

치쿠호의 탄광촌에서 태어났으며 집은 포목점을 했다. 31살 때 27살인 아빠(쵸지)와 결혼. 나(마사야)를 낳아 코쿠라에서 살지만, 4년 후 아빠와 별거, 고향인 치쿠호로. 자신의 인생 모든 것을 외아들인 나에게 받치는 바지런하며 애정 깊은 어머니. 천진난만하고 항상 밝고 크게 웃으며 항상 주위사람들을 염려한다. 사람들한테 맛있는 요리를 먹이는 것, 사람들이 즐거워하는 모습에서 삶의 보람을 느낀다. 남편과 별거하면서부터는 이 집 저 집 전전긍긍하면서 마을 요리점에서 일하기도 하고 청과물 시장에서 일하기도 하며 여자 혼자 몸으로 아들을 키워왔다. 송금이나 차입에도 빠뜨리지 않고 도쿄에 있는 나(마사야)에게 돈을 붙인다. 암이 발견되고 나서 상경한다.
나카가와 쵸지 (아빠-오톤, 30세~ ) [中川兆治]
- 배우 : 이즈미야 시게루

5형제 중 장남으로 곱게 자란 도련님. 어렸을 때부터 품행이 불량했으며 대학도 중퇴했다. 나(마사야)까지도 기가 찰 정도로 완전히 제멋대로인 몹쓸 아빠. 난폭하며 완전 자기 중심. 엄마(에이코)와는 반대로 말이 없고 성급한 성격으로 섬세한 예술가 타입. 그림을 그리는 게 취미로 나한테도 그 재능은 흐르고 있다. 아빠 멋대로의 말과 행동은 항상 나를 혼란스럽게 해 무슨 생각을 하고 있는지 도통 알 수 없는, 어딘가 정체 불명의 존재. 현재는 코쿠라에서 수상한 장사를 하고 있는 듯 하지만, 일에 대한 세부적인 것은 나도 모른다. 애정을 전달하는 법을 모르는 남자.
사사키 마나미 (나의 여자친구, 18세~ ) [佐々木まなみ]
- 배우 : 카시이 유우

홋카이도 출신. 후에 나(마사야)의 여자친구가 되는, 같은 미대 사진학과에 다니는 학생. 미대 수험일, 마나미는 홋카이도에서, 마사야는 큐슈에서 상경해 두 사람은 도쿄행 버스에서 운명적으로 만났다. “여기(도쿄 타워)가 나의 시작이야. 여기부터 내가 시작해. ここ(東京タワー)が私の始まり. ここから私が始まるの.”라고 나(마사야)에게 말한다. 자기 마음대로인 마사야와는 계속해서 어긋나기만 하지만, 어느 샌가 엄마(에이코)의 지지를 받아 연인 사이로 발전. 당당한 분위기를 지닌 여자아이. 성실하고 적극적이며 바지런하지만, 다소 고집쟁이. 실은 홋카이도에 있는 어머니와의 사이에 큰 불화가 있었는데 엄마와 만나고 나와 엄마의, 모자관계를 접하면서 변화한다. 카메라맨이 꿈이다.
나루사와 하지메 (18세~ ) [鳴沢一]
- 배우 : 히라오카 유타

도쿄출신으로 나(마사야)의 미대 친구이자 마나미에게 호의를 품고 있는 라이벌. 어른이 되었어도 항상 생활이 안정치 않는 나와는 대조적으로 미술로 생계를 꾸릴 걸 일찌감치 포기하고 졸업 후에는 일류 기업에 취직. 다른 사람들을 잡지 편지자라고 생각하지만 거짓말이다. 실제로 출판사에서 잡지 편집을 하는 건 사실이지만, 본인이 하고 싶어 하는 일이 아니다. 그래서 나(마사야)에게 “나는 무엇 하나 좋아하는 일을 할 수 없어. 너(마사야)가 부러워. 俺は何一つ好きなことをできてない. お前（雅也）が羨ましいよ”라고 고백한다. 이런 때 엄마(에이코)의 곰상스럽지 않은 자상함을 접하며 빈틈 없이 곤두세우고 있었던 마음의 긴장을 풀고 자신을 새로이 다시 바라봐 간다. 제7화에서는 과로로 쓰러진다.
야마다 코헤이 (18세~ )
- 배우 : 에모토 타스쿠·유년시절 : 코다마 마라쿠

애칭은 바카본(일본 만화 캐릭터). 나(마사야)를 잘 따르는 고등학교 후배. 나도 착실하지 않지만, 그런 면에서는 나보다 한 술 더 뜬다. 항상 나를 곤란하게 하고 기가 막히게 하며 궁지로 몰고 가는 트러블 메이커. 몇 번이나 얄팍한 꿈을 안고 상경하지만, 좌절을 맞보고 큐슈로의 귀향을 되풀이한다. 하지만 이런 바카본이지만 엄마(에이코)의 애정을 접하고 자신이 가야할 곳을 생각하게 된다.
토쿠모토 히로토 (20세~ ) [徳本寛人]
- 배우 : 타카오카 소스케

오사카 출신으로 나(마사야)의 이웃. 금방 울컥하는 난폭한 인물로 주목으로 밖에는 자신의 마음을 전달할 수 없는 요령 없는 남자. 가족 중에서도 혼자만 다르며 결국 사고를 내고 고향에 있을 수 없게 되어, 고등학교 시절 엄마를 때리고 도쿄로 도망 왔다. 이런 토쿠모토가 유일하게 솔직히 마음을 열게 된 엄마(에이코). 엄마의 요리에서 남은 건 전부 토쿠모토가 깨끗이 먹어 치우게 된다.
레오 리
- 배우 : 천바이린

타이완 출신으로 나(마사야)의 이웃. 부드러운 마스크로 여자의 마음을 사로잡는 데 능통해 연애에 서툰 나와는 대조적이다. 어느 의미에서는 나의, 동경의 대상. 일은 물장사로 생활은 여자 중심인 빈대 인생. 카바레식의 클럽에서 제비로 일하고 있다. 실은 어떤 사정으로 고향에 돌아갈 수 없는, 아픔을 안고 있다. 이런 레오가 도쿄에서 처음으로 따뜻한 이를 만나는데.. 그게 바로 엄마(에이코)이다.
테즈카 슈이치로 (30세~ )
- 배우 : 이시구로 켄 (특별 출연)

후쿠시마현 출신. 때로는 나(마사야)를 궁지로 빠뜨리기도 하고 때로는 확실하게 격려하기도 하는 도쿄에서 형 같은 존재. 대학 결석을 하기 시작하고, 결국엔 점차 야무지지 못하게 되어 가는 나에게 “너는 이 도쿄의 쓰레기조차도 될 수 없을 것 お前はこの東京の中のゴミにもなれていないんじゃないのか”라고 나를 자각시켜주면서, 도쿄에서 사는 법을 가르쳐 준 가난뱅이 선배. 본인은 빈둥거리며 사는 부평초 같은 프리랜서 작가. 하지만 나중에 일 면에서도 나를 후원해 가게 된다. 서른 살이 지났어도 안정된 것 하나 없는 인생이었으나 엄마(에이코)를 만나면서….
후지모토 카나에 [藤本香苗]
- 배우 : 아사다 미요코

엄마(에이코)와는 사이 좋은 동생으로 독신. 엄마가 가게를 돕기도 하고 같이 여행을 가기도 하고 화투를 하기도 하는 등 엄마가 뭐든 의논할 수 있는 존재. 외갓집 특유의 밝은 천성에 슬픔을 웃음으로 바꿀 수 있는 사람. 나(마사야)에게 있어서도 신뢰할 수 있는 누나 같은 존재. 나와 엄마, 아빠를 전부 이해하며 원래는 아버지가 할 쓴 소리나 설교를 나에게 하는 유일한 사람이다.
사사키 케이코
- 배우：아사카 마유미

마나미의 어머니. 딸(아가씨)의 도쿄 상경을 여전히 반대하며 “널 주위의 사람에게 말하는 게 부끄럽구나 あんたのこと周りの人に言うの恥ずかしいわ”, “응, 언제 돌아오는거야? ねぇ、いつ帰って来るの?” 등의 말을 하면서 딸의 귀향을 재촉 한다. 홋카이도에서 여관을 경영한다.
마에노 카즈오
- 배우：야마자키 유타·유년시절：마츠다 코우타

마사야의 고등학교의 같은 학년 생. 좋은 일도 나쁜 일도 언제나 나(마사야)와 같이 하는 사이, 마사야의 도쿄행을 부러워하고 있었다.
고토 요스케
- 배우：사이토 요스케

마사야의 고등학교의 담임. 지각이 많은 마사야 때문에 애를 먹는다. “너는 이대로 도대체 어디 대학에 갈 생각이야? お前はこのままで一体どこの大学に行くつもりだ?”라는 말을 하면서 불쾌한 언행을 하기도 한다.
나카니시 야스코
- 배우：쿠보타 마키

마사야의 아파트의 주인. 집세에 대해서는 매우 엄하다. 마사야를 ‘마쿤 マーくん’ 이라고 부른다. 에이코가 보낸 편지 등을 일일이 가져와 준다.
카와무라 유카
- 배우：후카우라 카나코

마사야가 일러스트레이터로서 모든 것이 서툴고 어려워, 자신감을 가질 수 없었던 마사야에게 “(당신이 그린 것)재미있네요. 그러니 (망설이지 말고)좀 더 당신답게 그려 보세요 面白いわ。だからもっとあなたらしく描いてみなさい”라고 격려한다.
야마다 아케사토
- 에이코의 담당 의사.

후지모토 하루(오칸의 어머니)
- 역할：아카기 하루에 (오칸의 어머니)

에이코의 어머니. 후미코와는 대조적으로 말수는 적고, 별로 감정을 겉으로 내지 않는 차분한 성격. 하지만 마사야를 위해서 죽기전까지 10엔 구슬 모아 주었다. 마사야가 마음을 고쳐 먹는 계기가 된다.
나카가와 후미코(오톤의 어머니)
- 역할：사사키 스미에

쵸지의 어머니. 마사야를 예쁘게 여겼지만, 마사야가 “역시 에이코만큼 돌볼순 없네 やっぱり栄子さんにはかなわない”라고 말하자, 며느리인 에이코에게 돌려 보낸다.

## 스태프
- 원작：릴리 프랭키
- 각본：오오시마 사토미
- 프로듀서：나카노 토시유키
- 연출：쿠보타 테츠지, 타니무라 마사키
- 음악：사와노 히로유키, 코노 신
- 제작：후지TV 드라마 제작 센터
- 제작 저작권：후지TV

## 관련 음반

### 주제곡
- コブクロ / 蕾
  - 코부쿠로가 이 드라마의 주제곡 제작을 위해서 원작을 읽고 쓴 곡이다. 드라마 종료 후 발매하였다.
  - 코부쿠로가 주연인 하야미 모코미치의 드라마의 주제가에 타이업 된 것은 《레가타 ~그대과 있던 영원~ レガッタ〜君といた永遠〜》이후 2번째이다.
  - 코부쿠로가 바이쇼 미츠코가 나와 있는 드라마에 타이업 된 건 《루리의 섬》 이후 2번째.
  - 코부쿠로 싱글 최고 판매량인 45만장의 판매량을 기록. 처음으로 오리콘 싱글 차트 1위를 안겨준 작품이기도 하다. 2007년 〈제49회 일본 레코드 대상〉에서 대상의 수상을 안았다. (제58회 NHK 홍백가합전 출전곡). 또, 2008년 〈고등학교 야구 선발 대회〉의 행진곡으로도 사용되었다.

### Original Sound Tracks
1. motherhood～me & my mon～<Main Theme>
2. everlasting　love
3. Tang
4. Sometimes　O・T・O・N
5. classic or rock
6. Dear My Home Town<Guitar ver.>
7. passive days
8. troublemaker
9. Boo-Boo-Booing
10. Yah-Guitar Man
11. loosing the word
12. sophiticated love<Strings ver.>
13. Theatre of Okan & Oton
14. Tang<Okan & Boku Ver.>
15. cry
16. sophiticated love
17. Dear My Home Town
18. Mother Mother
19. motherhood～me & my mon～<Vocal ver.>
20. 蕾（つぼみ）<Instrumental>

## 부제·시청률
| 각 화                                                       | 방송일          | 부제                                                                         | 시청률 |
| ----------------------------------------------------------- | --------------- | ---------------------------------------------------------------------------- | ------ |
| 제1화                                                       | 2007년 1월 8일  | 엄마와 나와 때때로 아빠~부모자식의 이별 オカンとボクと時々オトン〜親子の別れ | 14.2%  |
| 제2화                                                       | 2007년 1월 15일 | 눈물의 이별 후 涙の別れ後                                                    | 15.6%  |
| 제3화                                                       | 2007년 1월 22일 | 조모의 최후 祖母の最期                                                       | 14.9%  |
| 제4화                                                       | 2007년 1월 29일 | 병의 선고 病いの宣告                                                         | 16.0%  |
| 제5화                                                       | 2007년 2월 5일  | 마지막 여행 最後の旅行                                                       | 13.9%  |
| 제6화                                                       | 2007년 2월 12일 | 엄마 상륙 オカン上陸                                                         | 12.9%  |
| 제7화                                                       | 2007년 2월 19일 | 엄마의 마음, 난 알지 못하고 オカンの心、ボク知らず                           | 14.8%  |
| 제8화                                                       | 2007년 2월 26일 | 때때로 아빠~가족의 끈 時々オトン〜家族の絆                                   | 14.4%  |
| 제9화                                                       | 2007년 3월 5일  | 장래의 약속 将来の約束                                                       | 15.4%  |
| 제10화                                                      | 2007년 3월 12일 | 최후의 선택 最期の選択                                                       | 14.2%  |
| 제11화                                                      | 2007년 3월 19일 | 눈물의 최후 涙の最期                                                         | 18.1%  |
| 평균 시청률 14.9%(시청률은 관동지방 비디오 리서치에서 조사) |                 |                                                                              |        |

## 같이 보기
- 원작 : 도쿄 타워 : 엄마와 나, 때때로 아빠
- 영화 : 도쿄 타워 : 엄마와 나, 때때로 아빠